# آلمانی اتریشی
آلمانی اتریشی (به آلمانی: Österreichisches Deutsch) یا آلمانی معیار اتریش گویشی از زبان آلمانی است که در اتریش گفتگو می‌شود. این گویش بیشتر کاربرد رسمی دارد و در مواقع غیررسمی‌تر، اتریشی‌ها از گویش‌های بایرنی یا آلمانیش استفاده می‌کنند.